# Göteborgs fiskhamn

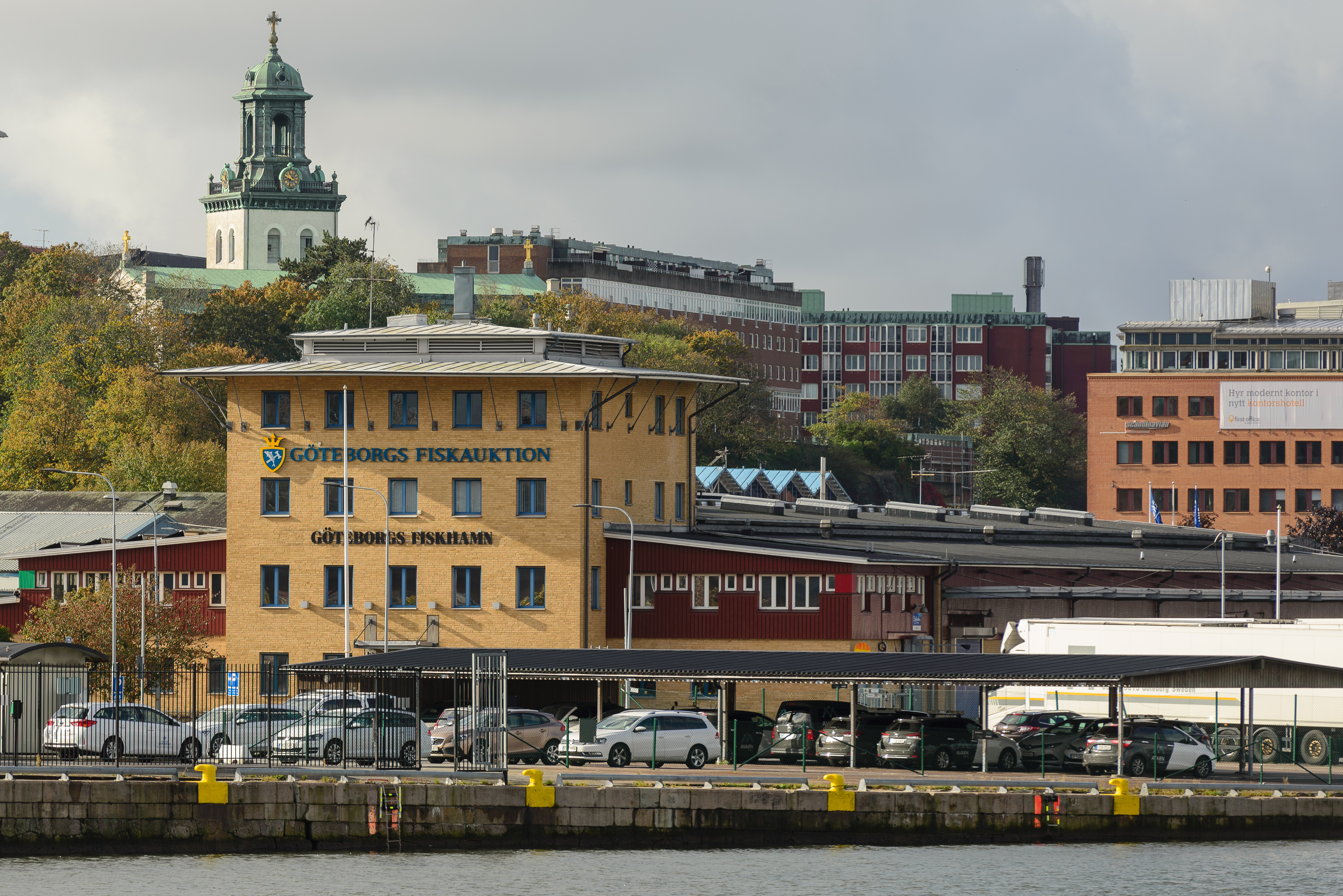
Fiskhamnen och Göteborgs fiskauktions sedda från Göta älv. Den nuvarande auktionsbyggnaden uppfördes vid förnyelsen av området på 1990-talet.

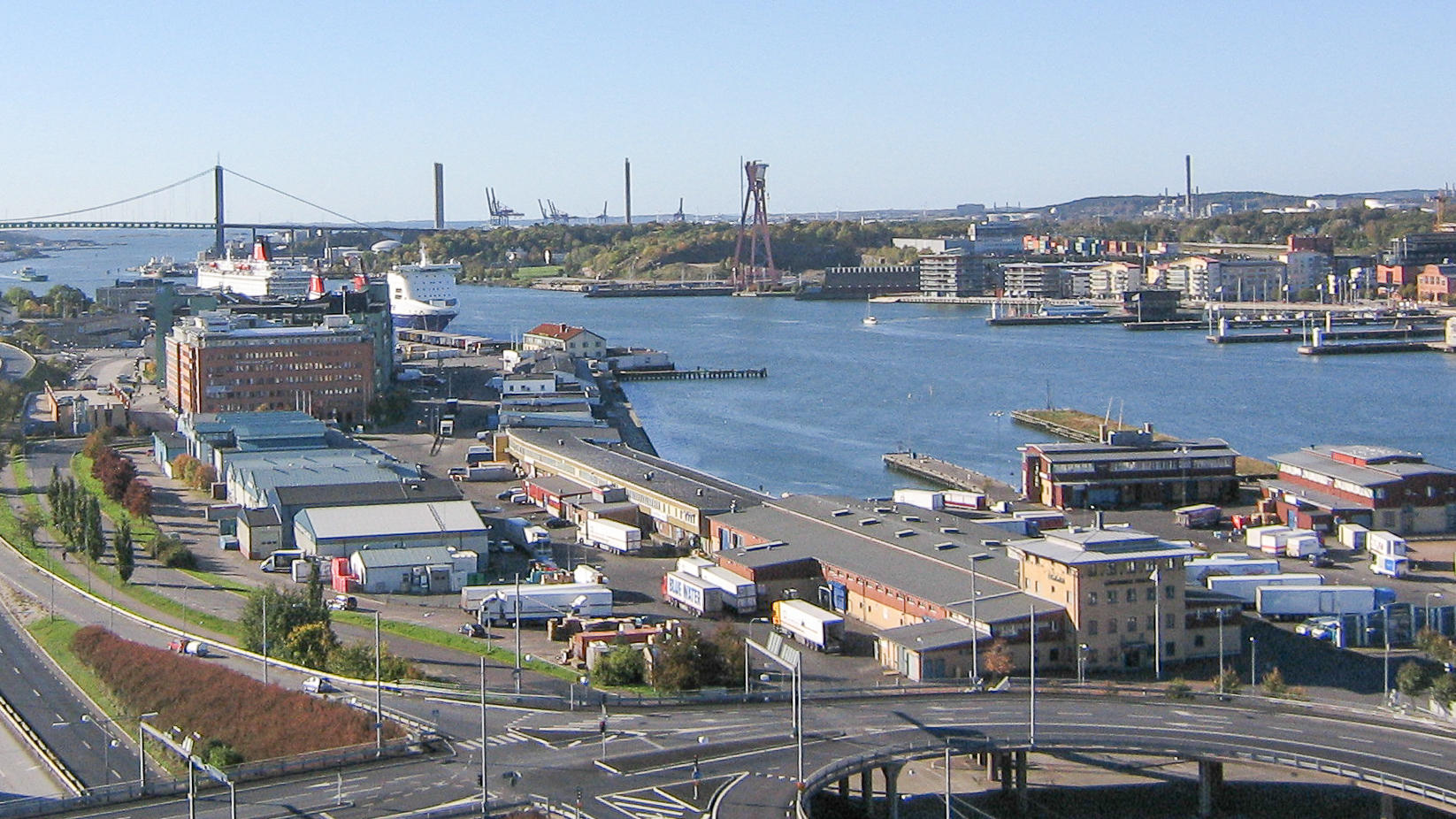
Göteborgs fiskhamn, Fiskhamnsmotet och Oskarsleden. Till fiskhamnen hör alla de låga byggnaderna från vänstra delen av bilden bort till bryggan vid de gula tegelhuset med rött tak. På denna bild ser man också den gamla gräsbevuxna träpiren vid de två röda byggnaderna, i den högra delen av bilden.

Göteborgs fiskhamn ligger, sedan 1910, vid Göta älv i Majorna mellan Danmarksterminalen och Majnabbehamnen, på den södra älvstranden.

## Historia
Den äldsta saluplatsen för fisk var vid Lilla Torget och en  flotte som låg där, kallad Fiskebryggan. År 1671 flyttades verksamheten, och flotten, till Stora Bommen och senare till Stora Hamnkanalen, vid kajerna i närheten av Stora Torget (nuvarande Gustaf Adolfs torg), först på den östra sidan och därefter på den västra sidan av Tyska bron.
Fiskförsäljning pågick även direkt från skärgårdsfiskarnas båtar och från en stor flotte som kallades Flotten eller Fiskeflotten. År 1849, i samband med att Gustaf Adolfs torg skulle bli ett paradtorg, flyttades försäljningen och flotten till Rosenlundskanalen och till platsen som också fick överta namnet Fisktorget. Där uppfördes 1874 Feskekörka.
Redan i början av 1900-talet stod det klart att Göteborg behövde en större fiskhamn med fisk- och packningshallar samt helt andra möjligheter till förädling och transport.
 Stadsfullmäktige skrev:
"...att understödja färskfiskhandelns uppblomstring och utvidgning i det att större delen av vårt land skulle kunna förse sig med sina behov av detta billiga och närande födoämne genom vår stad som mellanhand".
Främsta konkurrenten till placering av en ny fiskhamn var Långedrag, men eftersom detta låg utanför dåvarande kommungränsen kunde beslutet bryta mot kommunallagen. Det blev nu snabbt enighet om att anlägga fiskhamnen "...till området mellan Vädersågen och Gamla Varvet".
Den 12 september 1907 beslöt Göteborgs stadsfullmäktige att bygga en fiskhamn vid hamnegendomen Sågen, platsen för den gamla Vädersågen från 1725. Från början var bassängen 5 meter djup och i medeltal 75 meter bred. Utanför byggdes en 60 meter lång pir, med en 96 meter lång och 21 meter bred hall (senare B-hallen), avsedd för auktions- och packningsändamål.
Arbetet påbörjades den 11 maj 1908 och den 17 september 1910 öppnades Göteborgs fiskhamn (ursprungligen Göteborgs Stads Fiskhamn) för trafik. Den 10 oktober samma år hölls den första auktionen i den nya hallen som senare fick namnet B-hallen. Redan den 2 november samma år beslöt man att fiskhamnen måste utvidgas och sommaren 1914 invigde man bland annat den utvidgade hamnbassängen och en ny hall som döptes till A-hallen. År 1917 var det dags igen för en utvidgning som stod klar 1923, samtidigt som Göteborg firade sitt 300-årsjubileum. Nu var hamnbassängen 5 meter djup, cirka 1160 meter lång och 75 meter bred med en utanför liggande pir. På våren 1925 kunde den nya auktions- och packhallen C tas i bruk.
Runt slutet av 1940-talet hade fiskauktionen i Göteborgs fiskhamn flest anställda med ett 60-tal fast anställda. 
Stadens auktionsrörelse i Fiskhamnen överlåtes från den 1 oktober 1970 till Göteborgs Fiskauktionsförening, som ensam fick rätt att genom offentligt upprop försälja sill eller annan fisk och skaldjur. Beslutet togs den 24 september 1970.  Göteborgs Fiskauktionsförening är en sammanslutning av fiskarnas organisationer, fiskgrossister och fiskdetaljisterna i Göteborg.
I början av 1990-talet revs vissa byggnader och man fyllde igen delar av bassängen för att uppföra nya byggnader.
Göteborgs fiskhamn är idag också en populär plats för fågelskådare, speciellt vintertid då platsen har dragit till sig ovanliga måsfåglar.
Under många år gick Färjan 1 mellan fiskhamnen och Sannegårdshamnen, mitt över. Färjan byggdes 1914 och var ångdriven.